# France Susman
France Susman, slovenski zgodovinar, filozof, parapsiholog in nekdanji duhovnik, * 7. oktober 1927, Ljubljana, Slovenija, † oktober 2007.
V Madridu in Buenos Airesu je študiral filozofijo in teologijo. Na Papeški univerzi v Rimu, kjer je bil sošolec poznejšega papeža Benedikta XVI., je doktoriral iz cerkvene zgodovine in jo v Paragvaju tudi učil. Predaval je po različnih univerzah po svetu, dvanajst let delal kot duhovnik, pripravljal oddaje na Radiu Vatikan in živel v Nemčiji.
France Susman je bil eden najbolj izpostavljenih raziskovalcev s področja mejnih znanosti v Sloveniji. Predvsem je raziskoval idejo onstranstva in v mnogih člankih in intervjujih razlagal spiritualizem v povezavi s posmrtnim življenjem in reinkarnacijo. Ukvarjal se je tudi z nezemljani, za katere je verjel, da smo z njimi v stalnem stiku.
Posvečal se je zdravljenju raka z naravnimi sredstvi in bil velik zagovornik opuščanja mesne prehrane v prid presni prehrani. Podpiral je idejo pravičnega ekološkega denarja in Sistem naravnega prostega (Natürliche Wirtschaftsordnung) Silvia Gesellija. Razvil je recepte za beljakovinski kruh in za meso iz pšeničnih beljakovin - slovit. V slovenskem prostoru je uvedel tudi himalajsko sol in sladilo stevia.
Veliko se je ukvarjal z domnevno potvorbo Jezusove smrti in se zavzemal za večjo vlogo apostola Petra, kar je zagovarjal tudi v svoji doktorski disertaciji o Petru in Pavlu.
France Susman je prejel številna priznanja in nagrade s področja »alternativne znanosti«. Med drugim je leta 2005 v sklopu izbora za Sončno osebnost leta 2004 prejel posebno priznanje za življenjsko delo.
Bil je javni podpornik in leta 2004 tudi kandidat Stranke ekoloških gibanj SEG.